# Вільгельм Петерс
Вільгельм Пе́терс (нім. Wilhelm Carl Hartwig Peters; 22 квітня 1815 р., Кольденбюттель — 20 квітня, 1883, Берлін) — німецький натураліст, мандрівник, дослідник. 
Був помічником Йогана Петера Мюлера, а потім куратором Берлінського Зоологічного музею. У вересні 1842 р. він вирушив до Мозамбіка та Анголи. Повернувся в Берлін з величезною колекцією зразків природознавства. Написав Naturwissenschaftliche Reise nach Mossambique… in den Jahren 1842 bis 1848 ausgeführt (1852–1882). Він замінив Мартіна Ліхтенштайна на посаді куратора музею в 1858 році, і в тому ж році обрано іноземним членом Шведської королівської академії наук.

## Описані види
Приклади:
- Acomys spinosissimus Peters, 1852
- Barbus paludinosus Peters, 1852
- Paraxerus flavovittis Peters, 1852
- Pipistrellus nanus Peters, 1852
- Hystrix africaeaustralis Peters, 1852